# Иван Куртев
Иван Милков Куртев е български политик от БСДП.

## Биография
Роден е на 19 март 1936 г. в град Любимец. През 1954 г. завършва първа мъжка гимназия в София. През 1957 г. получава полувисше педагогическо образование в София. От 1963 до 1982 г. работи в Съюза на глухите. През 1967 г. завършва педагогика в Софийския университет. Между 1982 и 1990 г. преподава в училища за глухи в София, като същевременно извършва слухово-говорна рехабилитация. От 1992 г. е председател на БСДП в рамките на СДС. На следващата година става главен секретар на СДС. Бил е член на Националния координационен съвет на СДС. Народен представител е в 36 – XXXVIII НС. В периода 1995 – 2001 е заместник-председател на XXXVII и XXXVIII НС. През 1997 г. е председател на Контролния съвет на СДС. Напуска СДС през 2004 г. и става член на ДСБ и член на арбитражния му съд.
Умира на 5 май 2008 г. в град София.